# Écurie Robert Sangster
L'écurie Robert Sangster est une écurie de chevaux de course participant aux courses hippiques de plat. Basée en Irlande, elle fut l'écurie la plus couronnée de succès et la plus influente, avant de trouver son prolongement dans le consortium Coolmore.

## Historique
L'écurie a été fondée par l'homme d'affaires britannique Robert Sangster (1936-2004). Sangster est l'héritier d'une entreprise de paris sportifs, Vernon Pools, qu'il dirige jusqu'en 1988. Cette année-là, mis au courant de la création prochaine de la National Lottery, il vend Vernon à l'opérateur de paris Ladbrokes pour 90 millions de livres sterling - une valeur ramenée à one pound par le naïf acquéreur, une fois faite l'annonce de l'avènement de la loterie nationale. Sangster acquiert son premier cheval en 1960 et remporte quelques succès, mais c'est une décennie plus tard que son écurie va changer de dimension à la faveur d'une rencontre qui va bouleverser le paysage des courses mondiales. En octobre 1971 sur l'hippodrome de Haydock, en Angleterre, Sangster rencontre un jeune éleveur de 23 ans, John Magnier. Ensemble, et avec le légendaire entraîneur Vincent O'Brien rencontré peu après, ils investissent dans le haras de Coolmore et le centre d'entraînement de Ballydoyle, situés dans le Tipperary. L'idée des trois hommes est d'utiliser l'argent de Sangster pour investir massivement sur le marché américain des yearlings, et notamment les fils de l'étalon du siècle, le Canadien Northern Dancer.
En 1975, le trio, surnommé "The Brethren" débarque aux ventes de yearlings de Keeneland, dans le Kentucky, et déboursent 1,8 million de dollars pour ramener en Irlande une poignée de poulains parmi lesquels se trouve The Minstrel, qui va s'avérer un champion et lancer véritablement l'opération : entre 1977 et 1984, Robert Sangster obtient cinq titres de tête de liste des propriétaires britanniques. Les succès de prestige s'enchaînent aux quatre coins de la planète : le Derby d'Epsom avec The Minstrel, un doublé dans le Prix de l'Arc de Triomphe avec Alleged, la Melbourne Cup en Australie avec Beldale Ball, la Breeders' Cup aux États-Unis avec Royal Heroine… Dans le même temps, Sangster s'associe avec d'autres propriétaires d'envergure pour acheter des yearlings, tels le Californien Danny Schwartz ou, en 1979, l'armateur grec Stávros Niárchos qui fut pourtant son rival autour des rings de ventes aux enchères. Autant d'alliances qui débouchèrent, au début des années 80, sur une compétition acharnée entre d'un côté Sangster et ses associés et de l'autre les richissimes propriétaires de la péninsule arabique issus de la famille Al Maktoum, notamment le Cheikh Mohammed. Les deux clans s'affrontent à coups de millions de dollars et le marché des yearling s'envolent : entre 1975 et 1984, la moyenne des prix des yearlings à Keeneland passe de $ 53 000 à $ 600 000, et à Newmarket de 7 600 Guinées à 92 500 Guinées. En 1983, Cheikh Mohammed débourse 10,2 millions de dollars (environ 27 millions de dollars en comptant l'inflation) pour un fils de Northern Dancer qui ne devait jamais courir, Snaafi Dancer. En 1985, c'est Sangster et ses associés qui se délestent de 13,1 millions de dollars (environ 32 millions de dollars actuels) pour un poulain aux origines de rêve (le frère du crack Seattle Slew par le crack Nijinsky, autre fils de Northern Dancer), avec un peu plus de réussite : le yearling le plus cher de l'histoire, nommé Seattle Dancer, remportera un groupe 2 en Angleterre et se classera deuxième du Grand Prix de Paris avant de devenir un honorable étalon. L'escalade continue jusqu'à la conclusion d'une sorte de pacte de non agression qui se traduit par un tassement puis un effondrement du marché des yearlings à partir de 1985.
Le principe de l'association Sangster/Magnier était dans un premier temps d'exploiter leurs acquisitions en piste puis de les revendre en vue d'une carrière d'étalon, profitant des largesses de l'état irlandais qui, dès 1969, avait supprimé toute taxe sur les reventes d'étalons et les saillies. Achetés respectivement $ 200 000 et $ 175 000, The Minstrel et Alleged furent revendus pour 9 et 16 millions à des haras américains. Mais dans les années 80, certains des champions de l'écurie Sangster restent en Irlande, ce paradis fiscal pour étalons, afin d'y effectuer leur seconde carrière, à commencer par Be My Guest, un autre Northern Dancer qui devient tête de liste des étalons en Angleterre et en Irlande en 1982, plaçant ainsi Coolmore sur la carte de l'élevage mondial. Caerleon suivra le même chemin et surtout Sadler's Wells, élevé en Angleterre par Sangster et qui allait s'avérer le meilleur continuateur de Northern Dancer au stud, 14 fois tête de liste, père d'une multitude de champions et de grands étalons, à l'image de Montjeu et surtout son successeur Galileo, lui-même une dizaine de fois champion sire et père du crack Frankel.
Robert Sangster étendit son empire dans plusieurs pays, de l'Irlande à l'Australie en passant par le Venezuela, l'Angleterre, les États-Unis, la Nouvelle-Zélande où il connut quelques succès avec des chevaux entraînés notamment par François Boutin, Christiane Head et Olivier Douïeb, qui lui offre un troisième Prix de l'Arc de Triomphe avec Detroit en 1990. Avec John Magnier, ils furent les premiers à organiser des navettes d'étalons entre les deux hémisphères, contribuant à l'internationalisation des courses sur le continent océanien, en particulier grâce aux exploits de l'étalon Danehill que Coolmore acquit pour moitié puis intégralement moyennant 24 millions de dollars). Tandis que Vincent O'Brien prenait du recul au début des années 90, Sangster vendit ses parts de Coolmore en 1993, tout en conservant des droits sur l'exploitation de certains étalons, notamment les deux stars Sadler's Wells et Danehill. Il continua cependant à faire courir des chevaux sous ses couleurs, basant désormais son écurie en Angleterre à Manton House Stables près de Marlborough, un domaine acquis pour 6 millions de livres pour où officièrent successivement les entraîneurs Michael Dickinson, Barry Hills, Peter Chapple-Hyam (l'entraîneur du dernier vrai champion de la casaque Sangster, Rodrigo de Triano) et John Gosden. D'acheteur, il devint vendeur des produits de son élevage et connut là encore un certain succès avec des chevaux comme le derby-winner Dr Devious, la championne Balanchine (Oaks, Irish Derby) ou Carnegie, qui s'adjugea le Prix de l'Arc de Triomphe en 1994.
Refusant de payer ses impôts depuis 1975, date à laquelle il est domicilié sur l'Île de Man, Robert Sangster passe l'essentiel des dernières années de sa vie entre l'Australie et la Barbade, un autre repaire d'exilés fiscaux où il retrouve régulièrement ses anciens compères de Coolmore. C'est cependant à Londres qu'il revient pour faire soigner un cancer dont il meurt finalement en 2004. La casaque Sangster n'a toutefois pas disparu, la famille du défunt ayant gardé quelques chevaux à l'entraînement.

## Palmarès sélectif (courses degroupe 1)
Royaume-Uni
- Derby d'Epsom – 2 – The Minstrel (1977), Golden Fleece (1982)
- 2000 Guinées – 3 – Lomond (1983), El Gran Señor (1984), Rodrigo de Triano (1992)
- 1000 Guinées – 1 – Las Meninas (1994)
- Dewhurst Stakes – 5 – The Minstrel (1976), Try My Best (1977), Monteverdi (1979), Storm Bird (1980), El Gran Señor (1983)
- Cheveley Park Stakes – 4 – Durtal (1976), Sookera (1977), Woodstream (1981), Capricciosa (1990)
- International Stakes – 4 – Hawaiian Sound (1978), Assert (1982), Caerleon (1983), Rodrigo de Triano (1992)
- Eclipse Stakes – 2 – Solford (1983), Sadler's Wells (1984)
- Ascot Gold Cup – 2 – Gildoran (1984, 1985)
- King's Stand Stakes – 2 – Godswalk (1977), Bluebird (1987)
- Nunthorpe Stakes – 2 – Committed (1984), Handsome Sailor (1988)
- Middle Park Stakes – 2 – Gallic League (1987), Rodrigo de Triano (1991)
- Fillies' Mile – 2 – Silk Slippers (1989), Playful Act (2004)
- King George VI and Queen Elizabeth Diamond Stakes – 1 – The Minstrel (1977)
- St. James's Palace Stakes – 1 – Jaazeiro (1978)
- Sussex Stakes – 1 – Jaazeiro (1978)
- July Cup – 1 – Thatching (1979)
- Champion Stakes – 1 – Rodrigo de Triano (1992)
- Racing Post Trophy – 1 – Commander Collins (1998)

 Irlande
- Derby d'Irlande – 3 – The Minstrel (1977), Assert (1982), El Gran Señor (1984)
- Irish Oaks – 1 – Godetia (1979)
- 2.000 Guinées Irlandaises – 5 – Jaazeiro (1978), Sadler's Wells (1984), Prince of Birds (1988), Rodrigo de Triano (1992), Turtle Island (1994)
- 1.000 Guinées Irlandaises – 3 – Lady Capulet (1977), Godetia (1979), Just The Judge (2013)
- Irish St Leger – 2 – Gonzales (1980), Leading Counsel (1985)
- National Stakes – 1 – El Prado (1991)
- Irish Champion Stakes – 3 – Fordham (1979), Assert (1982), Sadler's Wells (1984)
- Moyglare Stud Stakes – 2 – Woodstream (1981), Capricciosa (1990)
- Phoenix Stakes – 3 – Achieved (1981), Aviance (1984), Turtle Island (1993)

 France
- Prix de l'Arc de Triomphe – 3 – Alleged (1977, 1978), Detroit (1980)
- Prix du Jockey Club – 2 – Assert (1982), Caerleon (1983)
- Poule d'Essai des Poulains – 1 – Victory Note (1998)
- Poule d'Essai des Pouliches – 2 – River Lady (1982), Baiser Volé (1986)
- Prix Jean-Luc Lagardère – 1 – Revoque (1996)
- Prix Lupin – 1 – No Lute (1981)
- Prix de la Salamandre – 1 – Baiser Volé (1985), Revoque (1996)

 Italie
- Gran Premio del Jockey Club – 1 – Court of Honour (1995)

 États-Unis
- Breeders' Cup Mile – 1 – Royal Heroine  (1984)
- Beverly D. Stakes – 1 – Kostroma  (1992)

 Australie
- Melbourne Cup – 1 – Beldale Ball (1980)